# Associazione Esperantista Lituana

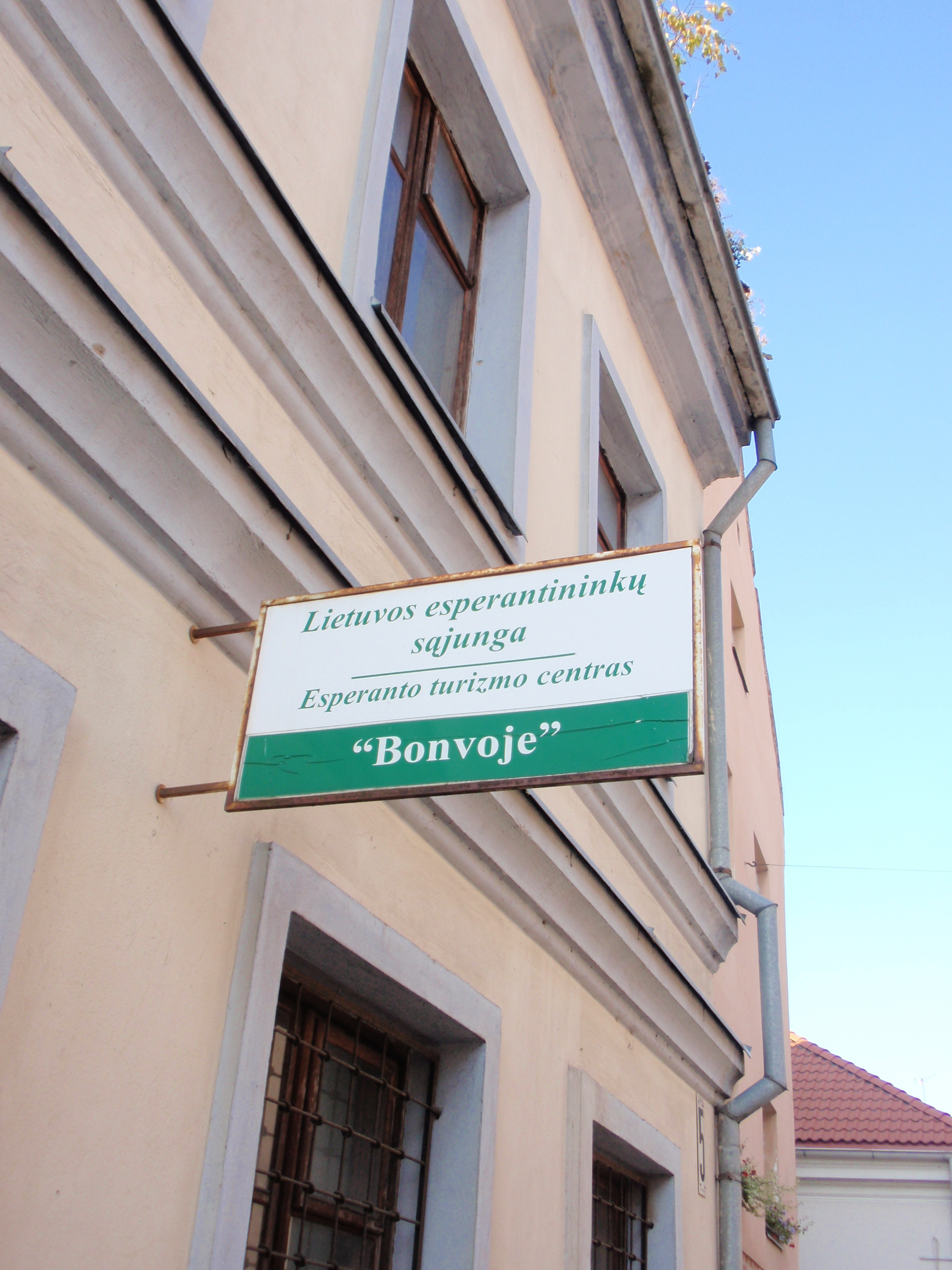
Insegna della associazione presso la sede della Associazione Esperantista Lituana nella storica casa di via Zamenhof, 5 a Kaunas

La Associazione Esperantista Lituana fu fondata nel 1919, rifondata nel 1988 e ha aderito alla Associazione Universale di Esperanto nel 1989. Il suo organo è il periodico "Litova Stelo", pubblicato con delle pause dal 1914.